# Leptochilus quirogae
Leptochilus quirogae är en stekelart som beskrevs av Parker 1966. Leptochilus quirogae ingår i släktet Leptochilus och familjen Eumenidae. Inga underarter finns listade i Catalogue of Life.